# JR日豊本線脱線転覆事故
JR日豊本線脱線転覆事故（JRにっぽうほんせんだっせんてんぷくじこ）は、2006年（平成18年）9月17日13時50分頃、宮崎県の九州旅客鉄道（JR九州）日豊本線の南延岡駅付近で発生した竜巻により列車脱線・転覆した事故である。

## 事故の概要

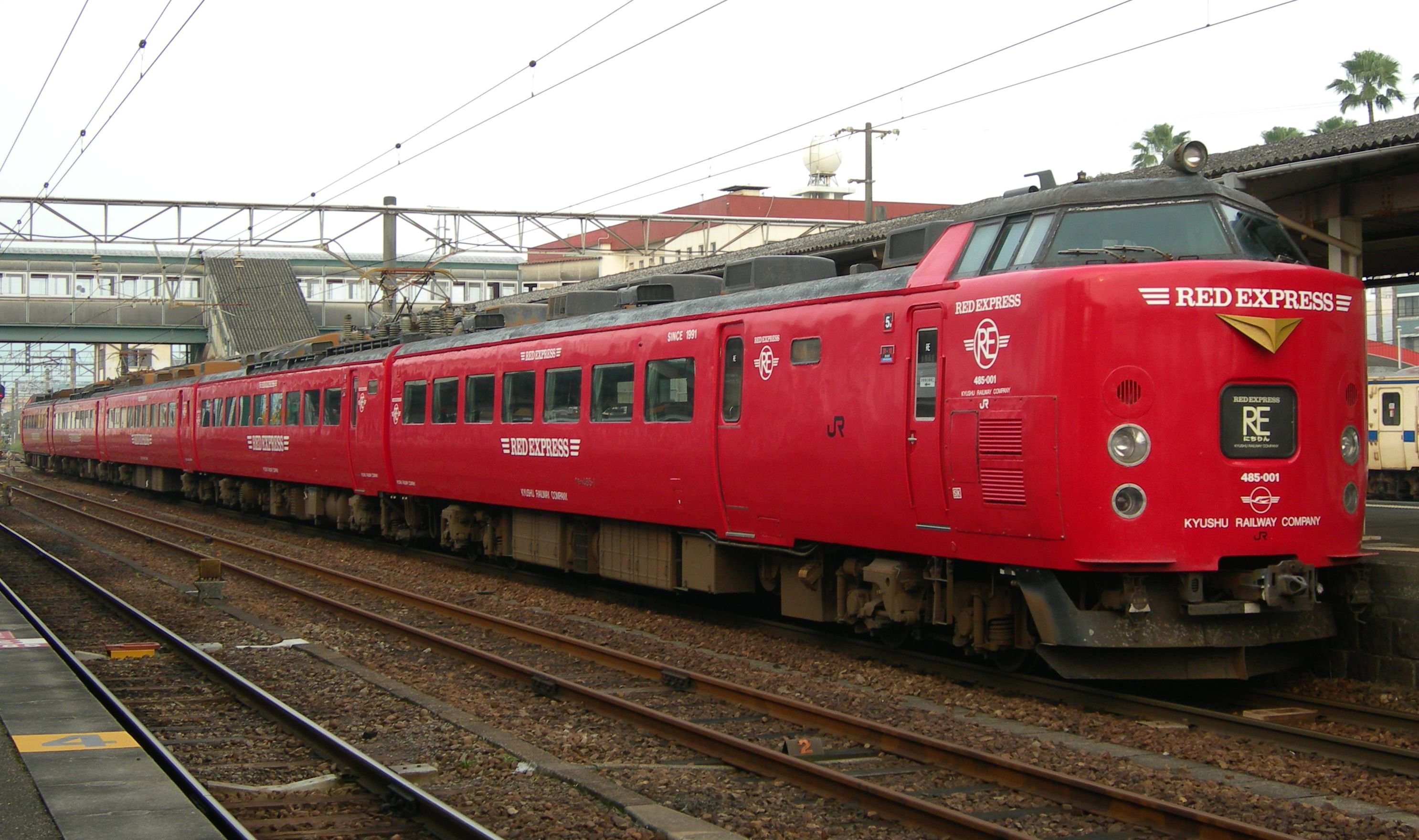
事故車両と同型車両（485系レッドエクスプレス色「にちりん」）

宮崎県延岡市別府町（びゅうまち）のJR日豊本線延岡駅 - 南延岡駅間（南延岡駅構内）で、別府発宮崎空港行き特急「にちりん9号」（5009M、485系5両編成、鹿児島総合車両所所属Dk-12編成。クロハ481-4+モハ484-266+モハ485-164+モハ484-208+クモハ485-6）が、台風13号（アジア名：サンサン〔Shanshan〕）の接近によって発達した積乱雲に伴う竜巻にあおられて、先頭2両（クロハ481-4・モハ484-266）が脱線転覆した。
「にちりん9号」は台風による強風のため、津久見駅 - 日代駅間、宗太郎駅 - 市棚駅間で徐行運転を行い、定刻より40分遅れで延岡駅に到着した。ここで五ヶ瀬川橋梁の風速計が警戒値に達したため、南延岡駅で運転打ち切りとなる予定で延岡駅から南延岡駅に向けて25 km/hで徐行運転中だったが、南延岡駅手前で架線にトタンが引っかかっているのを発見した運転士が非常ブレーキをかけ、列車が停止した直後に浮き上がり横転したとされている。
この事故を引き起こした竜巻は、移動速度が100 km/h以上で、竜巻の威力を表す6段階の藤田スケールでは風速50 - 69 m/sのF2、もしくは1ランク上の風速70 - 92 m/sのF3規模であったことが、後の気象庁の調査で判明した。
事故当時は周辺各地にも突風が吹き荒れ、事故現場至近のアパートの屋根も吹き飛び、停めてあった乗用車が飛ばされて民家に突っ込んだり、ホームセンターに吹き付けた突風が入口の窓ガラスを粉砕した上に店内の商品棚をなぎ倒して犠牲者が出るなどの被害が発生している。
事故当該となったDk-12編成は同年12月にクロハ481-4を修繕し、モハ484-266+モハ485-164に代わって大分車両センター所属の波動用MM'ユニットを組み込み、運用に復帰した。

## 被害
乗客と運転士合わせて6人が負傷した。列車は停止状態（もしくは極めて低速）での脱線・転覆であったこともあり、脱線事故で負傷した6名はいずれも軽傷であった。
このとき、当時の延岡市消防本部（延岡市船倉町、現在は延岡市野地町に移転）は竜巻の直撃で3階建ての庁舎2、3階南面の窓ガラス60枚全てが吹き飛ばされ、風雨の侵入により庁舎内は破壊され停電し、自家発電での最低限の指揮機能を残して麻痺状態に陥り、さらには殺到する119番通報で救急車が不足していたため、負傷者の搬送には南延岡駅職員の自家用車及び警察車両が使用された。
なお、本件の原因となった台風13号により発生した竜巻では全体で死者3名、重軽傷者143名を出し、住宅全壊120棟、半壊365棟、一部損壊1,134棟など、延岡市を中心に甚大な被害を及ぼした。

## 事故後
この事故が起きた翌日から、転覆列車が撤去されるまでの数日間、下りの「にちりん」号はすべて延岡駅で折り返しとなり、延岡駅前から日向市駅前まで代行バスを運行した。ほとんどの「にちりん」号は同駅で離合を行うため、延岡以北のダイヤには特に大きな影響は発生しなかったが、この期間の駅の表示には、にちりん号は「延岡」行きと表示されていた。
ちなみに、「にちりん」で使われる車両の方向幕に「にちりん 延岡」という表示はないため、「にちりん 宮崎空港」という表示のままで運行していた上に、自動放送が設置されている783系電車「ハイパーサルーン」運転便は延岡行きということを放送することが出来ない為、自動放送が始まるたびに車掌が放送を切り、車掌が肉声で再放送をした。この事故による485系"RED EXPRESS"の不足により本来は485系で運行の「にちりん9号」はしばらくの間783系「ハイパーサルーン」の運行となった。またその車両不足により大分運輸センターの波動用のDo31編成や更には通常の5両編成運用にグリーン車の連結のないDo21編成（現Dk10編成）を5両にして運転した。

## 関連記事
- JR羽越本線脱線事故 - 同じ形式[1]の列車により発生した事故。こちらも強風が原因で脱線した。
- 営団地下鉄東西線列車横転事故 - 同じく竜巻が原因の事故。